# National Super 8s (2011/2012)
National Super 8s 2011/2012 – 34. sezon rozgrywek o mistrzostwo Anglii organizowany przez Angielski Związek Piłki Siatkowej (ang. English Volleyball Association, EVA) w ramach National Volleyball League (NVL). Zainaugurowany został 24 września 2011 roku i trwał do 15 kwietnia 2012 roku. 
Finał rozegrany został w National Volleyball Centre w Kettering. Mistrzem Anglii został klub Leeds Carnegie, który w finale pokonał London Polonia.
W sezonie 2011/2012 żaden angielski klub nie brał udziału w rozgrywkach międzynarodowych.

## System rozgrywek
National Super 8s było rozgrywane według poniższego schematu:
- W fazie zasadniczej osiem drużyn rozegrało systemem kołowym po dwa spotkania. Zwycięzca fazy zasadniczej awansował automatycznie do finału fazy play-off, drużyny z miejsc 2-5 rozegrały mecze ćwierćfinałowe. Po ćwierćfinałach rozegrany został jeden mecz półfinałowy. Zwycięzca półfinału dołączył do zwycięzcy fazy zasadniczej, tworząc parę finałową. Zespół, który zajął 7. miejsce rywalizował o utrzymanie z drugą drużyną Division One. Zespół, który zajął 8. miejsce spadł do niższej ligi.

## Drużyny uczestniczące
| | National Super 8s 2011/2012 |   |
| --- | --------------------------- | - |
| POL | London Polonia              | 1 |
| LEE | Leeds Carnegie              | 2 |
| SHE | Sheffield                   | 3 |
| EAG | Malory Eagles               | 4 |
| NOR | Team Northumbria            | 5 |
| RIG | Coventry & Warwick Riga     | 6 |
| LNX | London Lynx                 | 7 |
| | Awans z Division One        |   |
| BIR | University of Birmingham    | 1 |
| Oznaczenia: - kolumna pierwsza – skróty nazw drużyn wpisane na mapie (jeśli ta została zamieszczona), - kolumna trzecia – miejsce zajęte przez daną drużynę w poprzednim sezonie. |                             |   |

## Hale sportowe
| Hala sportowa              | Miasto              | Klub                     |
| -------------------------- | ------------------- | ------------------------ |
| Alan Higgs Centre          | Coventry            | Coventry & Warwick Riga  |
| Becketts Park              | Leeds               | Leeds Carnegie           |
| Chadwell Heath Academy     | Londyn              | London Lynx              |
| Whitechapel Sports Centre  | Londyn              | London Lynx              |
| Saint Benedict's School    | Londyn              | London Polonia           |
| Ernest Bevin Sports Centre | Londyn              | Malory Eagles            |
| All Saints Sports Centre   | Sheffield           | Sheffield                |
| Sports Central             | Newcastle upon Tyne | Team Northumbria         |
| Munrow Sports Centre       | Birmingham          | University of Birmingham |

## Faza zasadnicza

### Tabela wyników
| Gospodarz \ Gość1        | POL | LEE | SHE | EAG | NOR | RIG | LNX | BIR |
| London Polonia           |     | 1:3 | 3:1 | 1:3 | 1:3 | 3:1 | 2:3 | 3:0 |
| Leeds Carnegie           | 3:2 |     | 3:0 | 3:0 | 3:0 | 3:0 | 3:0 | 3:1 |
| Sheffield                | 0:3 | 0:3 |     | 1:3 | 2:3 | 3:1 | 3:1 | 2:3 |
| Malory Eagles            | 3:2 | 1:3 | 3:0 |     | 0:3 | 3:0 | 2:3 | 3:0 |
| Team Northumbria         | 3:0 | 2:3 | 3:0 | 3:1 |     | 3:0 | 3:1 | 3:1 |
| Coventry & Warwick Riga  | 1:3 | 3:1 | 3:2 | 3:2 | 0:3 |     | 3:0 | 1:3 |
| London Lynx              | 0:3 | 2:3 | 3:0 | 1:3 | 1:3 | 3:1 |     | 3:0 |
| University of Birmingham | 1:3 | 0:3 | 1:3 | 0:3 | 2:3 | 3:2 | 2:3 |     |

Źródło: volleyballengland.org
1 Drużyna gospodarzy jest wymieniona po lewej stronie tabeli.
Kolory:
  zwycięstwo gospodarzy 3:0 lub 3:1
  zwycięstwo gospodarzy 3:2
  zwycięstwo gości 3:0 lub 3:1
  zwycięstwo gości 3:2

### Terminarz i wyniki spotkań
| Data        | Godz. | Gospodarz                | Rezultat                                | Gość                     |
| ----------- | ----- | ------------------------ | --------------------------------------- | ------------------------ |
| 1. KOLEJKA  |       |                          |                                         |                          |
| 25.09.2011  | 14:00 | London Lynx              | 3:0 (25:21, 25:22, 26:24)               | University of Birmingham |
| 24.09.2011  | 15:30 | Team Northumbria         | 2:3 (14:25, 25:23, 25:22, 20:25, 6:15)  | Leeds Carnegie           |
| 24.09.2011  | 12:30 | Coventry & Warwick Riga  | 1:3 (23:25, 25:12, 22:25, 20:25)        | London Polonia           |
| 24.09.2011  | 15:15 | Malory Eagles            | 3:0 (25:16, 25:18, 25:17)               | Sheffield                |
| 2. KOLEJKA  |       |                          |                                         |                          |
| 01.10.2011  | 15:30 | Leeds Carnegie           | 3:0 (25:22, 25:18, 25:18)               | London Lynx              |
| 04.03.2012  | 17:00 | London Polonia           | 1:3 (25:21, 28:30, 23:25, 17:25)        | Team Northumbria         |
| 01.10.2011  | 11:30 | University of Birmingham | 0:3 (22:25, 18:25, 24:26)               | Malory Eagles            |
| 02.10.2011  | 13:45 | Sheffield                | 3:1 (21:25, 25:22, 25:23, 25:21)        | Coventry & Warwick Riga  |
| 3. KOLEJKA  |       |                          |                                         |                          |
| 09.10.2011  | 14:00 | London Lynx              | 0:3 (23:25, 14:25, 28:30)               | London Polonia           |
| 08.10.2011  | 15:30 | Team Northumbria         | 3:0 (25:11, 25:19, 25:17)               | Coventry & Warwick Riga  |
| 08.10.2011  | 15:15 | Malory Eagles            | 1:3 (16:25, 26:24, 21:25, 18:25)        | Leeds Carnegie           |
| 08.10.2011  | 11:30 | University of Birmingham | 1:3 (25:22, 26:28, 15:25, 20:25)        | Sheffield                |
| 4. KOLEJKA  |       |                          |                                         |                          |
| 22.10.2011  | 12:30 | Coventry & Warwick Riga  | 3:0 (25:21, 26:24, 25:18)               | London Lynx              |
| 22.10.2011  | 17:00 | London Polonia           | 1:3 (25:20, 21:25, 16:25, 22:25)        | Malory Eagles            |
| 22.10.2011  | 15:30 | Leeds Carnegie           | 3:1 (25:9, 26:28, 25:16, 25:20)         | University of Birmingham |
| 23.10.2011  | 14:45 | Sheffield                | 2:3 (18:25, 26:24, 14:25, 25:22, 10:15) | Team Northumbria         |
| 5. KOLEJKA  |       |                          |                                         |                          |
| 30.10.2011  | 14:00 | London Lynx              | 1:3 (25:22, 23:25, 21:25, 23:25)        | Team Northumbria         |
| 29.10.2011  | 15:15 | Malory Eagles            | 3:0 (28:26, 25:21, 25:22)               | Coventry & Warwick Riga  |
| 29.10.2011  | 11:30 | University of Birmingham | 1:3 (25:15, 15:25, 20:25, 21:25)        | London Polonia           |
| 29.10.2011  | 15:30 | Leeds Carnegie           | 3:0 (25:15, 25:15, 25:18)               | Sheffield                |
| 6. KOLEJKA  |       |                          |                                         |                          |
| 19.11.2011  | 17:00 | London Polonia           | 1:3 (25:19, 17:25, 20:25, 22:25)        | Leeds Carnegie           |
| 19.11.2011  | 14:45 | Sheffield                | 3:1 (25:21, 25:18, 22:25, 25:19)        | London Lynx              |
| 19.11.2011  | 12:30 | Coventry & Warwick Riga  | 1:3 (22:25, 25:12, 23:25, 14:25)        | University of Birmingham |
| 19.11.2011  | 12:30 | Team Northumbria         | 3:1 (25:21, 25:20, 18:25, 25:20)        | Malory Eagles            |
| 7. KOLEJKA  |       |                          |                                         |                          |
| 03.12.2011  | 17:00 | London Polonia           | 3:1 (25:22, 23:25, 25:20, 25:18)        | Sheffield                |
| 03.12.2011  | 15:30 | Leeds Carnegie           | 3:0 (25:13, 25:18, 25:22)               | Coventry & Warwick Riga  |
| 03.12.2011  | 15:15 | Malory Eagles            | 2:3 (23:25, 25:27, 25:23, 25:18, 12:15) | London Lynx              |
| 03.12.2011  | 11:30 | University of Birmingham | 2:3 (25:17, 15:25, 17:25, 25:22, 17:19) | Team Northumbria         |
| 8. KOLEJKA  |       |                          |                                         |                          |
| 10.12.2011  | 17:00 | London Polonia           | 3:1 (25:15, 23:25, 25:22, 25:16)        | Coventry & Warwick Riga  |
| 10.12.2011  | 14:45 | Sheffield                | 1:3 (25:22, 20:25, 15:25, 24:26)        | Malory Eagles            |
| 10.12.2011  | 15:30 | Leeds Carnegie           | 3:0 (25:16, 25:13, 25:21)               | Team Northumbria         |
| 10.12.2011  | 11:30 | University of Birmingham | 2:3 (26:24, 23:25, 25:22, 26:28, 13:15) | London Lynx              |
| 9. KOLEJKA  |       |                          |                                         |                          |
| 15.01.2012  | 12:00 | London Lynx              | 2:3 (25:17, 23:25, 25:23, 19:25, 12:15) | Leeds Carnegie           |
| 14.01.2012  | 12:30 | Team Northumbria         | 3:0 (26:24, 25:21, 25:16)               | London Polonia           |
| 14.01.2012  | 15:15 | Malory Eagles            | 3:0 (25:0, 25:21, 26:24)                | University of Birmingham |
| 14.01.2012  | 12:30 | Coventry & Warwick Riga  | 3:2 (25:20, 21:25, 25:21, 23:25, 15:13) | Sheffield                |
| 10. KOLEJKA |       |                          |                                         |                          |
| 21.01.2012  | 17:00 | London Polonia           | 2:3 (25:23, 18:25, 24:26, 25:20, 8:15)  | London Lynx              |
| 11.03.2012  | 12:30 | Coventry & Warwick Riga  | 0:3 (18:25, 17:25, 23:25)               | Team Northumbria         |
| 21.01.2012  | 15:30 | Leeds Carnegie           | 3:0 (25:19, 25:21, 25:20)               | Malory Eagles            |
| 21.01.2012  | 14:45 | Sheffield                | 2:3 (19:25, 26:24, 13:25, 25:22, 13:15) | University of Birmingham |
| 11. KOLEJKA |       |                          |                                         |                          |
| 29.01.2012  | 11:50 | London Lynx              | 3:1 (24:26, 26:24, 25:22, 25:22)        | Coventry & Warwick Riga  |
| 28.01.2012  | 15:15 | Malory Eagles            | 3:2 (20:25, 18:25, 25:17, 25:19, 15:11) | London Polonia           |
| 28.01.2012  | 11:30 | University of Birmingham | 0:3 (24:26, 20:25, 13:25)               | Leeds Carnegie           |
| 28.01.2012  | 12:30 | Team Northumbria         | 3:0 (25:10, 25:19, 25:16)               | Sheffield                |
| 12. KOLEJKA |       |                          |                                         |                          |
| 18.02.2012  | 12:30 | Team Northumbria         | 3:1 (26:24, 25:11, 24:26, 25:19)        | London Lynx              |
| 18.02.2012  | 12:30 | Coventry & Warwick Riga  | 3:2 (25:17, 25:23, 23:25, 12:25, 15:10) | Malory Eagles            |
| 18.02.2012  | 17:00 | London Polonia           | 3:0 (25:16, 25:22, 25:21)               | University of Birmingham |
| 18.02.2012  | 14:45 | Sheffield                | 0:3 (19:25, 17:25, 15:25)               | Leeds Carnegie           |
| 13. KOLEJKA |       |                          |                                         |                          |
| 03.03.2012  | 15:15 | Malory Eagles            | 0:3 (19:25, 21:25, 23:25)               | Team Northumbria         |
| 03.03.2012  | 11:30 | University of Birmingham | 3:2 (29:27, 18:25, 25:20, 24:26, 16:14) | Coventry & Warwick Riga  |
| 03.03.2012  | 15:30 | Leeds Carnegie           | 3:2 (22:25, 25:15, 25:14, 20:25, 15:7)  | London Polonia           |
| 04.03.2012  | 14:00 | London Lynx              | 3:0 (25:17, 25:22, 26:24)               | Sheffield                |
| 14. KOLEJKA |       |                          |                                         |                          |
| 18.03.2012  | 14:00 | London Lynx              | 1:3 (25:22, 17:25, 19:25, 19:25)        | Malory Eagles            |
| 10.03.2012  | 12:30 | Team Northumbria         | 3:1 (30:28, 25:19, 21:25, 25:17)        | University of Birmingham |
| 10.03.2012  | 12:30 | Coventry & Warwick Riga  | 3:1 (25:19, 16:25, 25:22, 25:14)        | Leeds Carnegie           |
| 10.03.2012  | 14:45 | Sheffield                | 0:3 (20:25, 23:25, 16:25)               | London Polonia           |

### Tabela fazy zasadniczej
| Lp. | Drużyna                  | Pkt | Mecze | Mecze | Mecze | Rodzaj wyniku | Rodzaj wyniku | Rodzaj wyniku | Rodzaj wyniku | Rodzaj wyniku | Rodzaj wyniku | Sety | Sety | Sety | Małe punkty | Małe punkty | Małe punkty |
| Lp. | Drużyna                  | Pkt | M     | W     | P     | 3:0           | 3:1           | 3:2           | 2:3           | 1:3           | 0:3           | wyg. | prz. | +/–  | zdob.       | str.        | +/–         |
| --- | ------------------------ | --- | ----- | ----- | ----- | ------------- | ------------- | ------------- | ------------- | ------------- | ------------- | ---- | ---- | ---- | ----------- | ----------- | ----------- |
| 1   | Leeds Carnegie           | 39  | 14    | 13    | 1     | 7             | 3             | 3             | 0             | 1             | 0             | 40   | 12   | +28  | 1222        | 986         | +236        |
| 2   | Team Northumbria         | 37  | 14    | 12    | 2     | 5             | 5             | 2             | 1             | 0             | 1             | 38   | 15   | +23  | 1227        | 1091        | +136        |
| 3   | Malory Eagles            | 26  | 14    | 8     | 6     | 4             | 3             | 1             | 2             | 2             | 2             | 30   | 23   | +7   | 1198        | 1124        | +74         |
| 4   | London Polonia           | 24  | 14    | 7     | 7     | 3             | 4             | 0             | 3             | 3             | 1             | 30   | 25   | +5   | 1208        | 1202        | +6          |
| 5   | London Lynx              | 19  | 14    | 6     | 8     | 2             | 1             | 3             | 1             | 4             | 3             | 24   | 31   | −7   | 1208        | 1274        | −66         |
| 6   | Coventry & Warwick Riga  | 13  | 14    | 4     | 10    | 1             | 1             | 2             | 1             | 5             | 4             | 19   | 35   | −16  | 1152        | 1230        | −78         |
| 7   | Sheffield                | 12  | 14    | 3     | 11    | 0             | 3             | 0             | 3             | 2             | 6             | 17   | 36   | −19  | 1072        | 1238        | −166        |
| 8   | University of Birmingham | 11  | 14    | 3     | 11    | 0             | 1             | 2             | 2             | 4             | 5             | 17   | 38   | −21  | 1143        | 1285        | −142        |

Źródło: volleyballengland.org
Punktacja: zwycięstwo – 3 pkt, porażka 2:3 – 1 pkt, porażki 1:3 i 0:3 – 0 pkt
Zasady ustalania kolejności: 1. liczba punktów; 2. bilans setów; 3. bilans małych punktów; 4. bilans w bezpośrednich meczach
     finał fazy play-off
     ćwierćfinały fazy play-off
     baraże
     spadek do Division One

## Faza play-off

### Ćwierćfinały
| Data       | Godz. | Gospodarz        | Rezultat                               | Gość           |
| ---------- | ----- | ---------------- | -------------------------------------- | -------------- |
| 31.03.2012 | 16:30 | Team Northumbria | 3:0 (25:12, 26:24, 25:22)              | London Lynx    |
| 31.03.2012 | 15:30 | Malory Eagles    | 2:3 (24:26, 25:22, 25:19, 18:25, 8:15) | London Polonia |

### Półfinał
| Data       | Godz. | Gospodarz        | Rezultat                               | Gość           |
| ---------- | ----- | ---------------- | -------------------------------------- | -------------- |
| 14.04.2012 | 17:00 | Team Northumbria | 2:3 (25:22, 15:25, 25:21, 20:25, 9:15) | London Polonia |

### Finał
| Data       | Godz. | Gospodarz      | Rezultat                  | Gość           |
| ---------- | ----- | -------------- | ------------------------- | -------------- |
| 15.04.2012 | 15:00 | Leeds Carnegie | 3:0 (29:27, 25:23, 25:22) | London Polonia |

## Klasyfikacja końcowa
| Lp.                                                       | Drużyna                  |
| --------------------------------------------------------- | ------------------------ |
| 1                                                         | Leeds Carnegie           |
| 2                                                         | London Polonia           |
| 3                                                         | Team Northumbria         |
| 4                                                         | Malory Eagles            |
| 5                                                         | London Lynx              |
| 6                                                         | Coventry & Warwick Riga  |
| 7                                                         | Sheffield                |
| 8                                                         | University of Birmingham |
| spadek do Division One po barażach spadek do Division One |                          |

| Mistrzostwo              |
| ------------------------ |
| Leeds Carnegie           |
| Puchar                   |
| Leeds Carnegie           |
| Awans z Division One     |
| Newcastle Staffs         |
| SGTV Solent              |
| Spadek do Division One   |
| Sheffield                |
| University of Birmingham |

## Baraże
| Data       | Godz. | Gospodarz   | Rezultat                  | Gość      |
| ---------- | ----- | ----------- | ------------------------- | --------- |
| 21.04.2012 | 13:00 | SGTV Solent | 3:0 (25:23, 26:24, 25:20) | Sheffield |

## Statystyki
| Kolejka | Sety | Średnio na mecz | Małe punkty | Średnio na set |
| ------- | ---- | --------------- | ----------- | -------------- |
| 1       | 15   | 3,75            | 646         | 43,07          |
| 2       | 14   | 3,50            | 654         | 46,71          |
| 3       | 14   | 3,50            | 633         | 45,21          |
| 4       | 16   | 4,00            | 696         | 43,50          |
| 5       | 14   | 3,50            | 630         | 45,00          |
| 6       | 16   | 4,00            | 708         | 44,25          |
| 7       | 17   | 4,25            | 736         | 43,29          |
| 8       | 16   | 4,00            | 710         | 44,38          |
| 9       | 16   | 4,00            | 680         | 42,50          |
| 10      | 16   | 4,00            | 684         | 42,75          |
| 11      | 15   | 3,75            | 647         | 43,13          |
| 12      | 15   | 3,75            | 640         | 42,67          |
| 13      | 16   | 4,00            | 694         | 43,38          |
| 14      | 15   | 3,75            | 672         | 44,80          |
| Razem   | 215  | 3,84            | 9430        | 43,86          |

| Runda        | Sety | Średnio na mecz | Małe punkty | Średnio na set |
| ------------ | ---- | --------------- | ----------- | -------------- |
| Ćwierćfinały | 8    | 4,00            | 341         | 42,63          |

| Runda    | Sety | Średnio na mecz | Małe punkty | Średnio na set |
| -------- | ---- | --------------- | ----------- | -------------- |
| Półfinał | 5    | 5,00            | 202         | 40,40          |

| Runda | Sety | Średnio na mecz | Małe punkty | Średnio na set |
| ----- | ---- | --------------- | ----------- | -------------- |
| Finał | 3    | 3,00            | 151         | 50,33          |